# Volo Hewa Bora Airways 952
Il volo Hewa Bora Airways 952 era un collegamento di linea passeggeri nazionale da Kinshasa a Kisangani, nella Repubblica Democratica del Congo. L'8 luglio 2011, un Boeing 727 operante il volo precipitò durante l'avvicinamento alla destinazione a causa di errori dei piloti. Dei 118 a bordo, morirono in 74 e si salvarono in 44.

## L'aereo
Il velivolo coinvolto era un Boeing 727-022 con registrazione congolese 9Q-COP, numero di serie 18323. Venne consegnato alla United Airlines nel 1965 e operò poi per Korean Air, World Airways e Ladeco prima di essere acquisito da Hewa Bora Airways nell'aprile 2010. Aveva precedentemente operato nella Repubblica Democratica del Congo con registrazione 3D-BOC dello Swaziland. Tale registrazione venne cambiata nel 2005 quando l'aereo fu iscritto nel registro di São Tomé e Príncipe come S9-DBM, ma gli investigatori non furono in grado di ottenere alcun certificato di registrazione comprovante il trasferimento. Nel 2010, l'aereo venne finalmente registrato nella RDC come 9Q-COP. Al momento dell'incidente, il Boeing 727 aveva 45 anni e aveva volato per oltre 52 000 ore.

## L'incidente
Il volo 952 decollò l'8 luglio dall'aeroporto N'djili di Kinshasa con 112 passeggeri e 6 membri dell'equipaggio a bordo diretto all'aeroporto di Kisangani. Intorno alle 15:00 ora locale, l'aereo tentò un avvicinamento alla pista 13 di Kisangani, ma l'avvicinamento fu interrotto. L'aereo si avvicinò quindi alla pista 31, quella opposta, ma colpì il terreno a circa 400 m dalla testata della pista.
All'epoca nell'area erano segnalati temporali e scarsa visibilità e l'aeroporto di Kisangani non aveva pubblicato alcuna procedura ufficiale di avvicinamento strumentale, sebbene fosse disponibile in commercio una procedura VOR/DME. I rapporti sul numero di vittime inizialmente variavano, con il bilancio finale che riportava 74 morti e 44 feriti.

## Conseguenze

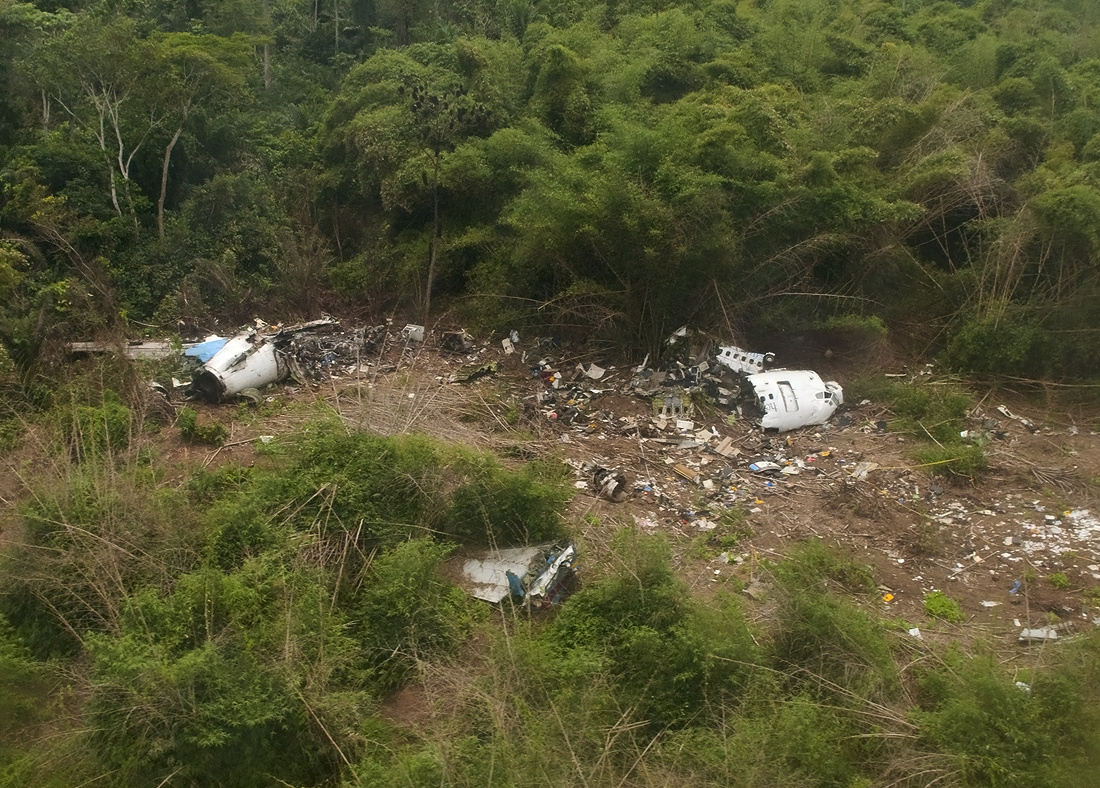
Il luogo del disastro.

Il Ministero dei Trasporti nella Repubblica Democratica del Congo sospese il certificato di Hewa Bora Airways, citando ripetuti incidenti occorsi alla compagnia aerea, tra cui il volo 122 il 15 aprile 2008 e un incidente che coinvolse il volo 601 all'aeroporto di N'djili il 21 giugno 2010.

## Le indagini
Venne istituita una commissione per indagare sull'incidente. Un rapporto preliminare fu pubblicato un mese dopo, nell'agosto 2011, senza i dati del registratore vocale della cabina di pilotaggio né del registratore dei dati di volo, che erano stati inviati al National Transportation Safety Board degli Stati Uniti per l'analisi.
La commissione scoprì che l'equipaggio del volo 952 aveva valutato male le condizioni meteorologiche a destinazione e che le informazioni meteorologiche fornite loro dai controllori del traffico aereo a Kisangani non erano corrette.
Emerse anche che il comandante dell'aereo era autorizzato a pilotare MD-82, ma la sua abilitazione per i Boeing 727 era scaduta ed era in attesa di rinnovo. La torre di controllo di Kisangani risultò a corto di personale e alcuni dei controllori del traffico aereo non avevano una licenza adeguata. Anche entrambe le strutture che avrebbero dovuto registrare tutte le comunicazioni radio del traffico aereo nella torre non erano operative.